# Ranija
Ranijja (arab. رانية) – miasto w Iraku, w muhafazie As-Sulajmanijja. W 2009 roku liczyło 76 111 mieszkańców.